# Dennis Gassner
Dennis Gassner (Vancouver, 1948) é um diretor de arte canadense.
Gassner nasceu em Vancouver, Colúmbia Britânica, Canadá. Seu primeiro trabalho na indústria do cinema foi como desenhista gráfico na produção de One from the Heart, em 1982. Ele também trabalhou como desenhista nos filmes Hammett (1982) e Rumble Fish (1983). Em 1984 ele trabalhou pela primeira e única vez como decorador no filme para televisão Wet Gold.
Seu primeiro filme como diretor de arte foi The Hitcher, em 1986. Desde então ele trabalhou em filmes como Field of Dreams (1989), Barton Fink (1991), Bugsy (1992), Waterworld (1995), The Truman Show (1998), The Man Who Wasn't There (2001), Road to Perdition (2002), Big Fish (2003) The Ladykillers (2004) e The Golden Compass (2007). Gassner também trabalhou em três filmes da franquia James Bond: Quantum of Solace (2008), Skyfall (2012) e SPECTRE (2015).